# Gualtiero Jacopetti
Gualtiero Jacopetti (4 de setembro de 1919 — 17 de agosto de 2011) foi um diretor italiano de filmes documentários.  
Foi sepultado no Cemitério Protestante em Roma.